# Shuinan, Jiangle
Shuinan (kinesiska: 水南)  är en köping i sydöstra Kina. Den ligger i Jiangle härad i staden Sanming i provinsen Fujian, omkring 200 kilometer väster om provinshuvudstaden Fuzhou. Antalet invånare är 23973. Befolkningen består av 11 351 kvinnor och 12 622 män. Barn under 15 år utgör 16,0 %, vuxna 15-64 år 76 %, och äldre över 65 år 6,0 %.